# Dwars door de Westhoek 2011
La 3e édition du Dwars door de Westhoek a eu lieu le 17 juillet 2011. La course fait partie du calendrier international féminin UCI 2011 en catégorie 1.2.

## Classements

### Classement final
| \| Classement général \| Classement général \| Classement général \| Classement général \| Classement général \| \| Coureur \| Coureur \| Pays \| Équipe \| Temps \| \| ------------------ \| ------------------- \| ------------------ \| ------------------------------- \| ------------------ \| \| 1re \| Grace Verbeke \| Belgique \| Topsport Vlaanderen 2012-Ridley \| 3 h 26 min 15 s \| \| 2e \| Janneke Ensing \| Pays-Bas \| Dolmans Landscaping \| + 0 s \| \| 3e \| Martine Bras \| Pays-Bas \| Dolmans Landscaping \| + 1 min 20 s \| \| 4e \| Liesbet De Vocht \| Belgique \| Topsport Vlaanderen 2012-Ridley \| + 1 min 20 s \| \| 5e \| Nathalie Lamborelle \| Luxembourg \| Luxembourg \| + 1 min 20 s \| \| 6e \| Sofie De Vuyst \| Belgique \| Lotto Honda \| + 1 min 21 s \| \| 7e \| Christine Majerus \| Luxembourg \| Luxembourg \| + 1 min 23 s \| \| 8e \| Petra Dijkman \| Pays-Bas \| Dolmans Landscaping \| + 1 min 23 s \| \| 9e \| Marijn de Vries \| Pays-Bas \| AA Drink-Leontien.nl \| + 1 min 24 s \| \| 10e \| Emma Grant \| Royaume-Uni \| For Viored \| + 1 min 50 s \| |                     |             |                                 |                 |
| |                     |             |                                 |                 |
| Source : Cycling Quotient |                     |             |                                 |                 |
| Classement général |                     |             |                                 |                 |
| Coureur | Coureur             | Pays        | Équipe                          | Temps           |
| 1re | Grace Verbeke       | Belgique    | Topsport Vlaanderen 2012-Ridley | 3 h 26 min 15 s |
| 2e | Janneke Ensing      | Pays-Bas    | Dolmans Landscaping             | + 0 s           |
| 3e | Martine Bras        | Pays-Bas    | Dolmans Landscaping             | + 1 min 20 s    |
| 4e | Liesbet De Vocht    | Belgique    | Topsport Vlaanderen 2012-Ridley | + 1 min 20 s    |
| 5e | Nathalie Lamborelle | Luxembourg  | Luxembourg                      | + 1 min 20 s    |
| 6e | Sofie De Vuyst      | Belgique    | Lotto Honda                     | + 1 min 21 s    |
| 7e | Christine Majerus   | Luxembourg  | Luxembourg                      | + 1 min 23 s    |
| 8e | Petra Dijkman       | Pays-Bas    | Dolmans Landscaping             | + 1 min 23 s    |
| 9e | Marijn de Vries     | Pays-Bas    | AA Drink-Leontien.nl            | + 1 min 24 s    |
| 10e | Emma Grant          | Royaume-Uni | For Viored                      | + 1 min 50 s    |

Note: Marijn de Vries court ce jour-là sous le maillot du TWC Het Snelle Wiel.

### Points UCI
| Position           | 1er | 2e | 3e | 4e | 5e | 6e | 7e | 8e |
| Classement général | 40  | 30 | 16 | 12 | 10 | 8  | 6  | 3  |